# Polly Apfelbaum
Polly E. Apfelbaum (4 de julio de 1955) es una artista visual contemporánea estadounidense, conocida principalmente por sus coloridos dibujos, esculturas y piezas de tela para suelo, a las que se refiere como "pinturas caídas". Vive en la ciudad de Nueva York desde 1978.

## Trayectoria
Polly Apfelbaum nació en 1955 en Abington Township, condado de Montgomery, Pensilvania.
En 1978, Apfelbaum se licenció en Bellas Artes en la Escuela de Arte Tyler en Elkins Park, Pensilvania. También recibió formación en SUNY Purchase College en Nueva York.
Desde su primera exposición individual en 1986 ha realizado exposiciones de su obra tanto en Estados Unidos como internacionalmente. Apfelbaum saltó a la fama en los años 90 y es conocida por lo que la artista llama sus "pinturas caídas". Estas instalaciones horizontales a gran escala, "antimonumentales", consisten en cientos de piezas de tela de terciopelo cortadas y teñidas a mano, dispuestas en el suelo. Estas instalaciones son un híbrido entre pintura y escultura y ocupan un espacio ambiguo entre los dos géneros. Lane Relyea afirma: «La obra de Apfelbaum es a la vez pintura y escultura, y quizás también fotografía, moda y un proceso material sin forma».
En 2003 se inauguró una retrospectiva de la obra de Apfelbaum en el Instituto de Arte Contemporáneo de Filadelfia. La exposición viajó durante 2004 al Centro de Artes Contemporáneas de Cincinnati, Ohio, y al Museo de Arte Contemporáneo Kemper en Kansas City, Missouri. Junto con la exposición, el Instituto de Arte Contemporáneo de Filadelfia publicó un catálogo que repasaba los 15 años de obra del artista.

## Exposiciones
Polly Apfelbaum ha expuesto ampliamente desde la década de 1980, incluyendo exposiciones individuales en: Alexander Gray Associates (2017); Otis College of Art and Design, Los Ángeles, CA (2016);  la chapelle Saint-Jean (Le Sourn), parte de L'art dans les chapelles – 26e édition (2017); 56 Henry (2016);  Bepart, Waregem, Bélgica (2015); Clifton Benevento (2014); Worcester Art Museum, Worcester, MA (2014); lumber room, Portland, OR (2014); Burlington City Arts Center (2014); Mumbai Art Room, Mumbai, India (2013).

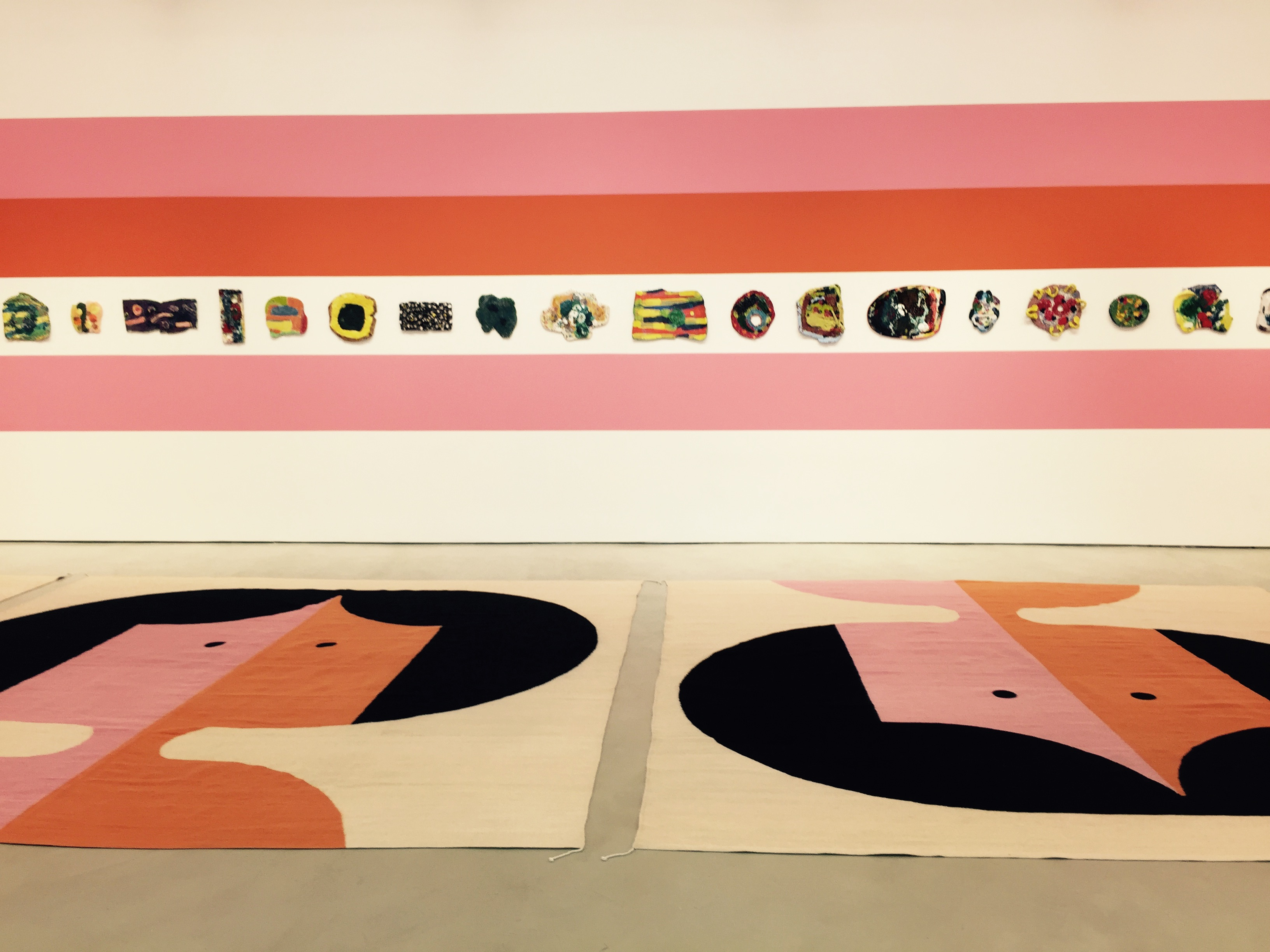
Detalle de "El Potencial de las Mujeres" en Alexander Gray, Nueva York, NY, del 7 de septiembre al 21 de octubre de 2017

Ha trabajado y expuesto en duo en numerosas ocasiones, entre ellas: "El sonido de la cerámica" con Wang Lu (2016); "Borrando la pintura de carreras" con Dona Nelson (2016); "Karma Funk Factory" con Steven Westfall (2014); "Por el amor de Gene Davis" con Dan Cole (2014)  o "Trabajo de estudio" con Nicole Cherubini (2010).
Su obra también ha formado parte de numerosas exposiciones colectivas, entre ellas: An Irruption of the Rainbow, Los Angeles County Museum of Art, Los Ángeles, CA (2016); Wall to Wall, MOCA Cleveland, Cleveland, OH (2016); Pretty Raw: After and Around Helen Frankenthaler, Rose Art Museum, Waltham, MA (2015); Three Graces, Everson Museum of Art, Syracuse, NY (2015); Pathmakers: Women in Art, Craft and Design, Midcentury and Today, Museum of Art and Design, Nueva York (2015); AMERICANA: Formalizing Craft, Perez Art Museum Miami, Miami, FL (2013); Following Warhol: Sixty Artists, Fifty Years, Metropolitan Museum of Art, Nueva York, (2012); Operativo, Museo Rufino Tamayo, Ciudad de México, (2001); The Night, San Francisco Art Institute, San Francisco; Reckless, Museum of Contemporary Art Kiasma; Helsinki, Finlandia; Piel y huesos, Bowdoin College, Brunswick, ME; ¿Qué tiene que ver el amor con eso?, Massachusetts College of Art, Boston; Hoy amo a todos, Triple Candie, Nueva York; y Amor loco, amor loco, Museo de Arte Contemporáneo de St. Louis, MO. 
El trabajo de Apfelbaum también ha aparecido en varias exposiciones notables en museos, incluyendo Sense and Sensibility: Women and Minimalism in the 90s,  Comic Abstraction  y Lines, Grids, Stains and Words,  todas en el Museum of Modern Art, Nueva York; Painting-The Extended Field, Magasin 3, Estocolmo, Suecia; Postmark: An Abstract Effect, Site Santa Fe, NM; Operativo, Museo Rufino Tamayo, Ciudad de México, México; Sculpture as Field, Kunstverein Göttingen, Göttingen, Alemania; The Eye of the Beholder, Dundee Contemporary Arts, Dundee, Escocia; As Painting: Division and Displacement, Wexner Center for the Arts, Columbus, OH; Flowers Observed, Flowers Transformed en The Warhol Museum, Pittsburgh, PA; y Abstracción Extrema,  en la Galería de Arte Albright-Knox, Buffalo, NY.
Ha participado también en diversas bienales. Entre ellas, Beyond Borders Beaufort Biennial, Mu. ZEE, Ostende, Bélgica; Bienal de Lodz, Lodz, Polonia; Painting Outside Painting, 44ª Bienal de Pintura Corcoran en el Museo de Arte Corcoran en Washington D. C.; Other, 4ª Bienal de Arte Contemporáneo de Lyon, Francia; Everyday, 11ª Bienal de Sídney, Australia; y la Bienal de Valencia, Valencia, España.

## Reconocimientos
En 2002, Apfelbaum fue reconocida por la Academia Estadounidense de las Artes y las Letras. En 2012-2013 recibió el Premio Joseph H. Hazen Roma, un premio que se otorga a un grupo selecto de personas que representan el más alto estándar de excelencia en las artes y las humanidades. También ha recibido una beca Joan Mitchell, una beca Richard Diebenkorn, una beca Guggenheim en 1993, una beca de artista de la Fundación para las Artes de Nueva York y la beca de la Fundación Pollock-Krasner.

## Colecciones públicas
La obra de Polly Apfelbaum se encuentra en varias colecciones de museos, entre ellos:
- Museo de Arte Armand Hammer, Los Ángeles, California
- Museo de Arte de Austin, Austin, Texas
- Museo de Arte de Bowdoin College, Brunswick, Maine
- Museo de Arte de Brooklyn, Brooklyn, Nueva York, Nueva York [23]
- Museo de las Artes del Bronx, Bronx, Nueva York, Nueva York
- Centro Cantor de Artes Visuales de la Universidad de Stanford, Stanford, California
- Museo de Arte Carnegie, Pittsburgh, Pensilvania
- Museo de Arte de Dallas, Dallas, Texas
- Centro de Arte de Des Moines, Des Moines, Iowa
- Museo de Arte Everson, Syracuse, Nueva York
- FRAC Norte-Paso de Calais, Dunkerque, Francia
- Museo de Enseñanza y Galería de Arte Frances Young Tang en Skidmore College, Saratoga Springs, Nueva York
- Galería de Arte Henry, Seattle, Washington
- Museo de Israel, Jerusalén, Israel [24]
- Museo Kemper de Arte Contemporáneo, Kansas City, Misuri
- Magasin 3, Estocolmo, Suecia [25]
- Museo de Arte de Miami, Miami, Florida
- Museo de Arte Moderno de París, París, Francia
- Museo de Arte Moderno, Nueva York, Nueva York [26]
- Museo de Arte Contemporáneo, Chicago, Illinois
- Museo de la Academia Nacional, Nueva York, Nueva York
- Museo Nacional de Mujeres en las Artes, Washington D. C.[27]
- Museo de Arte de Nuevo México, Santa Fe, Nuevo México
- Museo de Arte Pérez de Miami, Miami, Florida
- Academia de Bellas Artes de Pensilvania, Filadelfia, Pensilvania
- Museo de Arte de Filadelfia, Filadelfia, Pensilvania
- Museo de Arte de la Universidad de Princeton, Princeton, Nueva Jersey
- Museo de Arte RISD, Providence, Rhode Island
- Museo de Arte de Velocidad, Louisville, Kentucky [28]
- Museo de Arte de la Universidad de Michigan, Ann Arbor, Michigan [29]
- Museo Whitney de Arte Estadounidense, Nueva York, Nueva York [30]
- Museo de Arte de Worcester, Worcester, Massachusetts
- Galería de Arte de la Universidad de Yale, New Haven, Connecticut